# 末吉司弥
末吉 司弥（すえよし かずや、1978年5月26日 - ）は、日本の俳優、声優。沖縄県読谷村出身。B型。オリオンズベルト所属。本名同じ。愛称はスエ、スエさん、シーサー。
弟は俳優の末吉功治。

## 人物
沖縄から上京してからは、22歳までトラックの長距離運転手をしていた。
平2002年に劇団スーパーエキセントリックシアター（SET）に入団。在団中から劇団SETの本公演、ミュージカル、テニスの王子様知念寛の声優など幅広く活動。声優だけでなく知念寛のシングルCD「Hi-side」などで作詞も担当。後に沖縄方言を生かし方言指導も行っている。
ロックミュージカル『BLEACH』でアンサンブルとして共演した7人で演劇ユニット「Kitty-Guys」を結成。リーダーとして舞台、路上ライブ、ラジオなど活動の場を広げた。2008年12月21日、路上ライブにて活動休止を報告。平成21年6月15日、ブログにて「Kitty-Guys」からの卒業、休止中にSETを退団していた事を発表した。退団後はbambooに所属。
三浦香、Kitty-Guysのメンバーである加藤学と3人でのバンド「Muji Check it Border」（ムジチェケボーダー）MCBを結成している。バンド内では「琉球マコス」と名乗っている。
2014年3月8日にヘアメイクアップアーティストの女性と入籍したことを発表。
bamboo退団後はフリーを経て、進撃の巨人実写映画がきっかけでビッグファイタープロジェクトに所属。映画出演を多く経験し、約3年間でビッグファイタープロジェクトを辞め、2018年5月1日に現在も所属している「オリオンズベルト」に移籍。

## 出演作品

### テレビドラマ
- ホーム&アウェイ　第10話
- 金曜時代劇『人情とどけます〜江戸娘飛脚〜』
- スカイハイ　第7話（2003年2月28日、テレビ朝日）
- 火曜サスペンス劇場『警部補 佃次郎18』
- ホーリーランド　第13話（2005年6月25日、テレビ東京）
- 内田康夫旅情サスペンス岡部警部シリーズ　十三の墓標（2008年9月5日）
- 外科医鳩村周五郎　血塗られた挑戦状III（2010年9月17日、フジテレビ）‐鮫島力也[3]
- 土曜プレミアム枠『天才探偵ミタライ〜難解事件ファイル「傘を折る女」〜』[4]
- スキャンダル専門弁護士 QUEEN #１・#10（2019月1月10日・3月14日、フジテレビ）[5][6]
- 家政婦のミタゾノ　第3話（2019年5月3日）[7]
  - 警視庁ゼロ係～生活安全課なんでも相談室～SEASON4（2019年7月19日、テレビ東京）[8]
- ウルトラマンタイガ（2019年12月21日、テレビ東京）村山 役[9]
- 相棒season19　元旦スペシャル第11話（2021年1月1日、テレビ朝日）‐麻雀屋店主
- ドラマスペシャルドクターY〜外科医・加地秀樹〜（2021年10月7日、テレビ朝日）
- この初恋はフィクションです　第3週（2021年10月25日～28日、TBS）
- となりのチカラ 第3話（2022年2月10日、テレビ朝日） - 客 役
- 悪女（わる）働くのがカッコ悪いなんて誰が言った? 第2話（2022年4月20日、日本テレビ） - セミナー講師 役[10]
- ガラパゴス　前編（2023年2月6日、NHK）‐イナセジマ常連客　役
- 東京貧困女子。4話（2023年12月8日、WOWOW）
- ONE DAY〜聖夜のから騒ぎ〜（2023年10月9日～12月18日）‐杉山泰介　役[11][12]
- 放送局占拠 1話 (2025年7月12日、日本テレビ)

### 映画
- 情無用の刑事まつり（2005年8月20日～9月2日）[13]
- 風之舞〜風の復活〜 （2007年）-玉城翼役[14]
- 進撃の巨人 ATTACK ON TITAN エンド オブ ザ ワールド （2015年9月19日、東宝）
- 日本で一番悪い奴ら （2016年6月25日、東映・日活）
- シン・ゴジラ（2016年7月29日、東宝）[15]
- デスノート Light up the NEW world （2016年10月29日、ワーナーブラザース）-SAT小隊長役
- 関ヶ原 （2017年8月26日、東宝・ジャンゴフィルム）-石田バトルコア役
- 散歩する侵略者（2017年9月9日、松竹・日活）-自衛官役[16]
- 亜人（2017年9月30日、東宝）-亜人特殊部隊（SAT）役
- ラストレシピ〜麒麟の舌の記憶〜（2017年11月3日、東宝）-日本陸軍憲兵役
- 記憶にございません!（2019年9月13日、東宝）-レギュラーSP役
- 花に雨（2020年1月17日、ファントム・フィルム）-ボディーガード風の男
- 七人の秘書 THE MOVIE（2022年10月7日、東宝）-道山の部下役（信州弁）[17]
- Dr.コトー診療所（2022年12月16日、東宝）-泡屋栄吉役[18]

### テレビアニメ
2006年
- アイシールド21（バッファロー牛島）
- 家庭教師ヒットマンREBORN!（大山大五郎）

2007年
- こちら葛飾区亀有公園前派出所（サラリーマン、客）

2008年
- こちら葛飾区亀有公園前派出所（浦島亀次郎）
- 遊☆戯☆王5D's（堂島）

2012年
- 新テニスの王子様（知念寛）

### OVA
2006年
- テニスの王子様 Original Video Animation 全国大会篇（知念寛）

### CF
- 実況パワフルプロ野球10

### CM・その他
- ユニバーサル・スタジオ・ジャパン（2017）
- docomo/Galaxy（2018）
- Y!mobile （2018）
- SASUKE / 助太刀（2019）
- KIRIN / 一番搾り（2019）
- ゼノンザード（2019）[20]
- 日清これ絶対うまいやつ！（2020）
- 「DIGIMON SEEKERS」TRAILER：CHAPTER3（2023年）コウスケ役[21][22]
- いちにちひとふき除菌 by Hydro Ag+PROJECT/富士フィルム　ナレーション（2019）[23]
- 演カウンター（2020）[24]
- ミュージカル『テニスの王子様』３rdシーズン青学VS比嘉　‐方言指導[25]

### 舞台
- 劇団スーパーエキセントリックシアター本公演
  - vol.40 幕末幻妖伝（2002年10月12日～27日、サンシャイン劇場　他）‐民衆・コン一族
  - vol.41　究極音波兵器（2003年10月4日～19日　池袋芸術劇場・中ホール）‐宍戸
  - vol.42　一夜千夜物語（2004年11月13日～28日、東京芸術劇場・中ホール　他）‐修道士
  - vol.43　ニライカナイ錬金王伝説（2005年10月22日～11月6日、東京芸術劇場・中ホール他）‐渡辺・雑誌記者
  - vol.45　昭和クエスト（2007年10月6日～21日、東京芸術・中ホール他）
- ジャンプフェスタ　ワンピーススぺクタブルステージ（2002年12月）⁻海賊[注釈 1]
- 忍者イリュージョンNARUTO　（2006年5月、五反田ゆうぽうと他）‐アンサンブル
- ケンコー全裸系水泳部 ウミショー（碇矢雅）[26]
- ROCK MUSICAL『BLEACH』（2005年8月～2008年　アンサンブル）
  - ROCK MUSICAL『BLEACH』再炎キンケロシアター
  - ROCK MUSICAL『BLEACH』The Dark of The Bleeding Moon
  - ROCK MUSICAL『BLEACH』Live 卍解Show code001
  - ROCK MUSIVAL『BLEACH』No Clouds in The Blue Heavens
  - ROCK MUSICAL BLEACH THE ALL
  - ROCK MUSICAL BLEACH THE LIVE 卍解SHOW CODE:002
- *pnish* vol.10 『サムライモード』（トラジ）[27]
- Z団 BARAGA鬼（近藤勇）
  - Z団 BARAGA鬼再演（近藤勇）[28]
- in the blue（bambooプロデュース　2011年08月16 日 ～ 22日）[29]
- 半おに戦奇譚AMAGI改（Z団第10回公演　2011年11月30日～12月5日、六行会ホール）‐末松[30]
- be-BLUE（Func A ScamperS 009#8　2012年6月6日～12日、space107）[31]
- 真・桃太郎伝説（力太郎）[32]
- MARIONETTES-マリオネッツ- （キタムラ印プロデュース公演#2　2013年2月20日～24日、中目黒キンケロシアター）‐ドクトル瀬戸[33]
- 見えない船に乗って - きょうだい狂騒曲 -（真夏座第124回公演、2013年5月30日～6月2日　文京シビックホール・小ホール）[34]
- 太陽なんか怖くないThe Hotel Van Van Pu （ACファクトリーvol.27　2013年７月18日～22日、萬劇場）[35]
- KREVAの新しい音楽劇　最高はひとつじゃない2014（2014年1月28日～2月2日、日比谷シスタークリエ）‐アンサンブル
- 魔～エクリップス～蝕　（R：MIX　2014年3月26日～30日、中目黒キンケロ・シアター）‐ゲルマ[36]
- 気ままなゴーストにご用心（キタムラ印【裏】vol.３　2014年4月23日～29日、ウッディシアター中目黒）[37]‐黒木圭太郎
- 遥かなる時空の中で5（12月公演、2014年12月3日～７日）[38]‐権六

### CD
- テニスの王子様シリーズ
  - THE BEST OF RIVAL PLAYERS XXVIII / 「道しるべ」（知念寛）[39]
  - 楽園へ / 「楽園へ」（平古場凛&知念寛）、「Don ’stop」（知念寛）[40]
  - 美ら唄 / 「唐船ドーイ」（知念寛）、「沖縄そばの歌」（比嘉中）[41]
  - Hi-side / 「Hi-side」（知念寛）[42]
  - THE PRINCE OF TENNIS II HIGA SUPER STARS / 「High & Low」（知念寛）、「比嘉チャンプルー」（比嘉中）[43]
  - 「Break out! Get down!」デジタルシングル /（木手永四郎＆知念寛）[44][注釈 2]
  - バレンタイン･キッス甲斐裕次郎 with 比嘉中[45][注釈 3]
  - や･き･に･く/トング隊[46][注釈 4]
  - テニプリっていいな[47][注釈 5]
  - FAITH/CHU-BA-FIGHTER[48][注釈 6]
  - 龍に乗れ[49][注釈 7]

### DVD
- テニスの王子様
  - 100曲マラソン[50]
  - テニプリフェスタ
    - 2009  [51]
    - 2011 in 武道館 [52]
    - 2013 [53]
    - 2016〜合戦〜[54]

### ラジオ
- テニスの王子様オン・ザ・レイディオ

マンスリーパーソナリティ：2007年６月・2009年７月・2011年10月
ゲスト出演：2006年3月26～28日・2007月5月20日・2008年5月25日・2008年7月13日・2013年11月17日
- 新テニスの王子様オン・ザ・レイディオ

マンスリーパーソナリティ：2012年8月・2014年3月・2017年5月・2019年4月・2020年5月・2024年12月
ゲスト出演：2012年7月29日・2013年3月31日・2013年11月17日・2014年7月27日・2014年11月2日・2015年1月4日・2015年4月5日・2015年8月9日・2015年11月1日・2016年3月6日
FLB：2018年6月